# Kecak

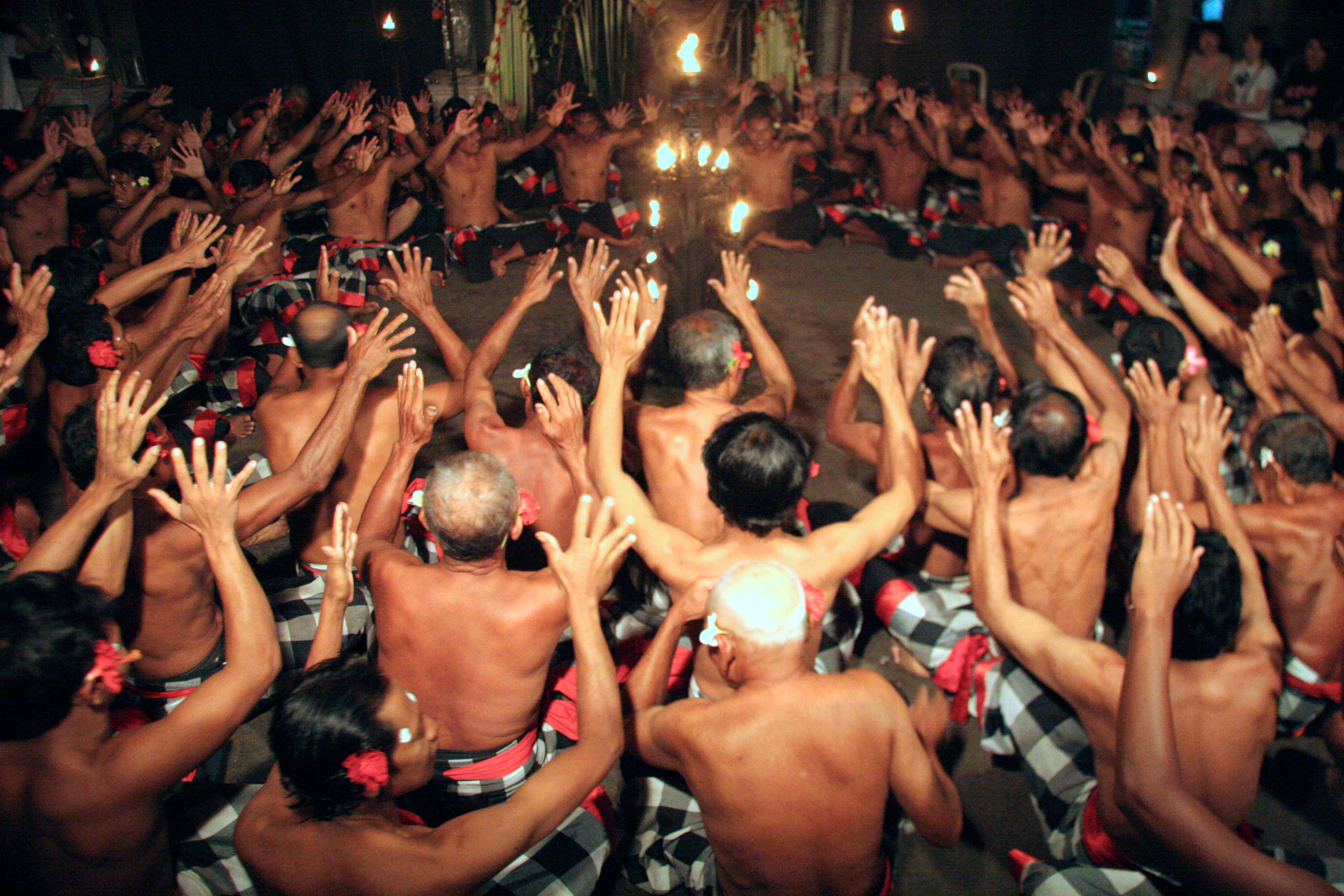
Kecak-Aufführung in Ubud, 2007

Der Kecak, veraltet Ketjak, Ketjack oder Ketiak, ist ein balinesisches Tanzdrama, bei dem 50 bis 100 männliche, mit einem schwarz-weiß-karierten Lendenschurz bekleidete Tänzer zum Einsatz kommen, die antiphon im Chor mit einem Solosänger Verse vortragen, die auf Elementen des indischen Epos Ramayana basieren.
Sie bilden sitzend oder stehend einen Kreis und verkörpern das mythische Affenheer, die Helfer des Prinzen Rama. Mit wechselndem Tempo und Lautstärke rufen sie „Kecak Kecak Cak-a-Cak“ während sie mit Armen und Händen beschwörende Bewegungen ausführen. Untermalt von Gesang treten neben Rama noch andere Figuren in den Kreis der Tänzer wie seine Gattin Sita, der Affengeneral Hanuman, der adlergestaltige Götterbote Garuda und als Ramas Gegenspieler der Dämonenkönig Ravana.

## Herkunft

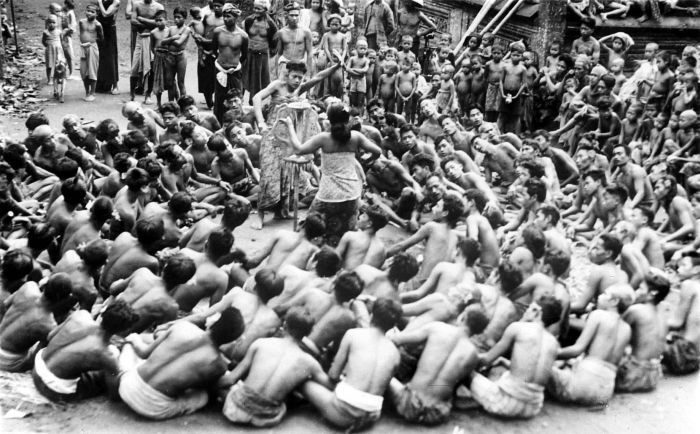
Kecak als darstellende Kunstform, 1937

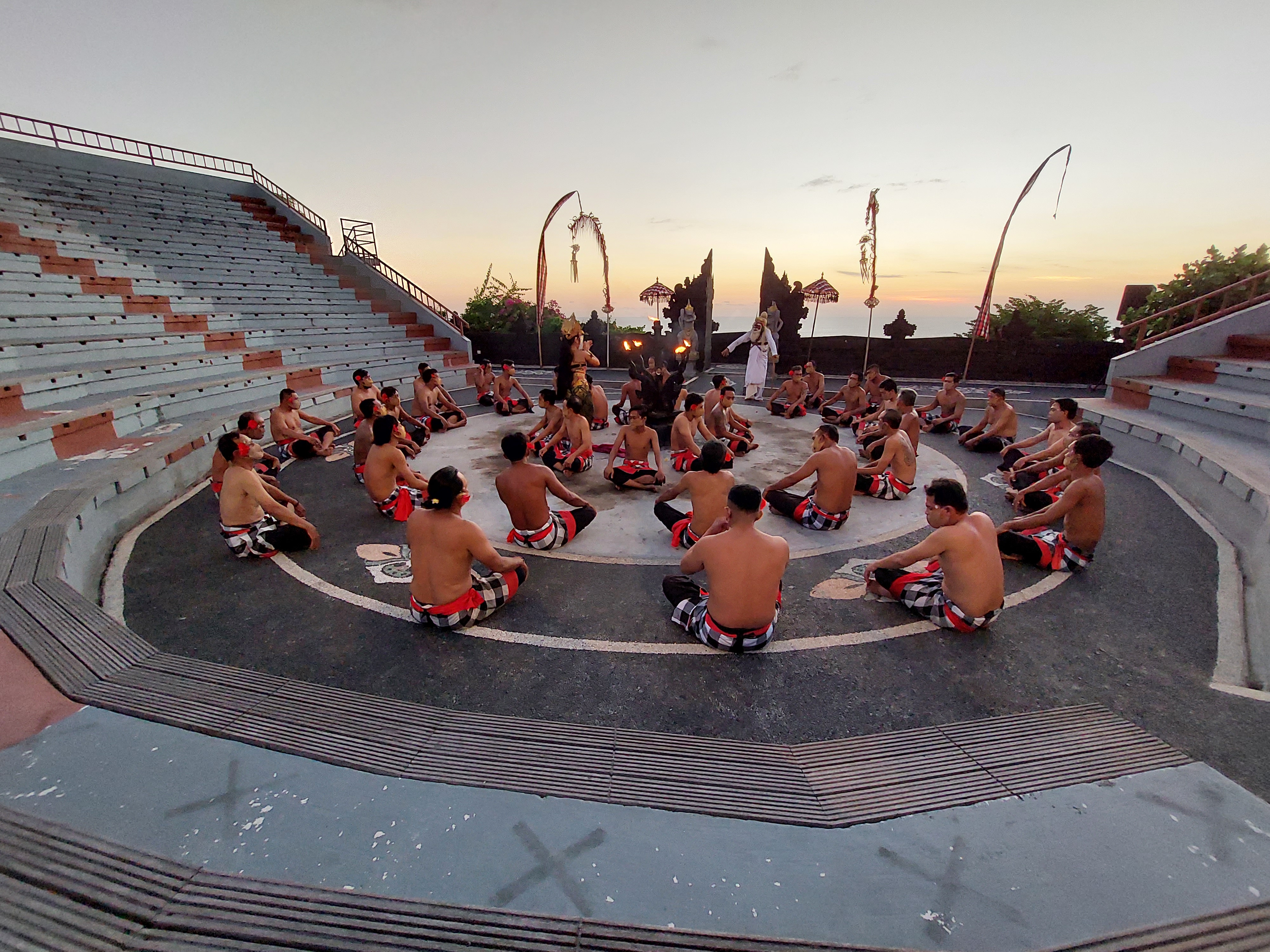
Kecak-Aufführung in Uluwatu während der Covid19-Pandemie mit Masken und Abstand, 2021

Der Kecak hat seine Wurzeln im alten balinesischen Trancetanz Sanghyang. In der heutigen Form existiert Kecak erst seit etwa 1930. Die Idee zum Kecak stammt ursprünglich vom deutschen Maler Walter Spies. Heute ist der Kecak eine beliebte Touristenattraktion für westliche (und japanische) Touristen, die oft mit anderen Tänzen kombiniert wird. Der Felsentempel von Uluwatu in Pecatu und der Pura Dalem in Ubud gelten als Orte, um den Kecak in einer äußerst intensiven Atmosphäre zu erleben. Der Musikstil Kecak und die ebenfalls in den 1930er Jahren eingeführten Instrumentalensembles mit der Maultrommel genggong entsprechen nicht dem herkömmlichen balinesischen Musikgeschmack.

## Internationale stilistische Übernahmen
In Ron Frickes Film Baraka ist eine Kecak-Aufführung zu sehen. Federico Fellini nutzte in seinem Satyricon zur Vertonung den Kecak-Gesang. Gleiches gilt für die Filme der Coen-Brüder, in denen er zur unheimlichen Begleitung gewalttätiger Szenen diente.
Der japanische Videospielemusikkomponist Hiroki Kikuta verwendete den Rhythmus des Kecak für das Lied The Oracle im Videospiel Secret of Mana, welches 1993 für das SNES erschien.
Die Gruppe Mr. Bungle baute in eines ihrer Lieder den Gesang des Kecak-Tanzes ein und wandelte ihn in eine Art „Hardrock“-Version um. Der Teil des balinesischen Gesanges beginnt bei ca. 2'40 Minuten in dem Song Goodbye Sober Day.
Die deutsche Electronic-Dance-Music-Formation RMB verwendete den Sprechgesang des Kecak, der für eine Szene des französischen Erotikfilms Emmanuelle 2 – Garten der Liebe (1975) aufgenommen wurde, als Sample im Track Chakka Chakka auf ihrem Album This World is Yours.
Kitarō verwendete im Track Magical Wave (Album Dream, 1992) eine Kecak-Aufnahme, ebenso wie Mike Oldfield in den Tracks The Wind Chimes (Islands, 1987) und Bones (To France 12, 1984).